# Retschwil

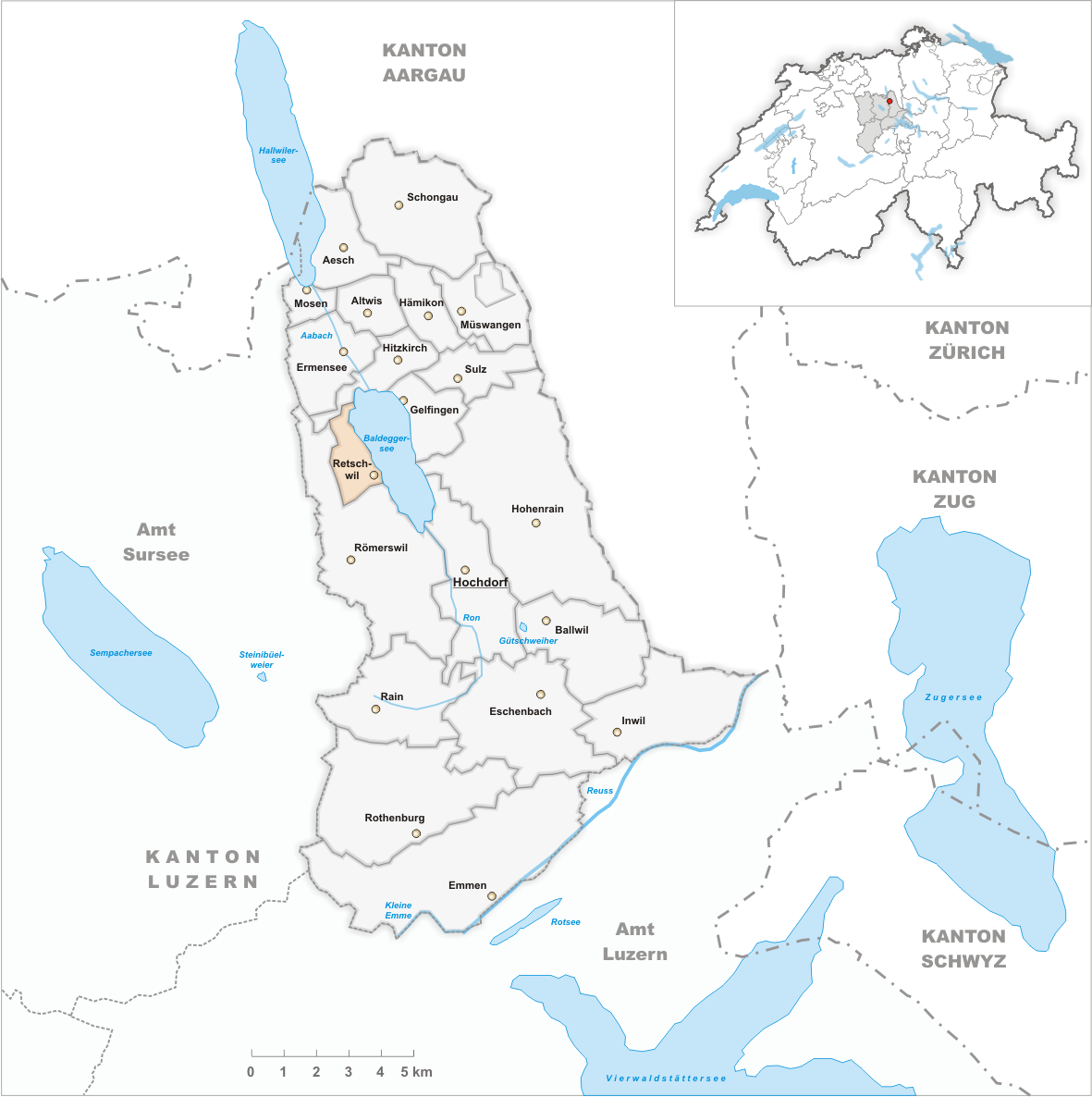
Gemeindestand vor der Fusion am 1. Januar 2009

Retschwil ist ein Dorf in der Gemeinde Hitzkirch im Amt Hochdorf des Kantons Luzern in der Schweiz.
Retschwil war bis zum 31. Dezember 2008 eine politische Gemeinde. Per 1. Januar 2009 haben die Gemeinden Hitzkirch, Gelfingen, Hämikon, Mosen, Müswangen, Retschwil und Sulz zur neuen Gemeinde Hitzkirch fusioniert.

## Geographie
Retschwil liegt dreieinhalb Kilometer nordwestlich von Hochdorf am Osthang der Erlosen. Das Westufer des Baldeggersees bildet die östliche Landgrenze. Neben dem Dorf gehörten die vier Weiler Vorderzelg (700 m südwestlich; 648 m ü. M.), Wolfetschwil (800 m nordwestlich; 482 m ü. M.), Stäfligen (2,1 km nordwestlich; 471 m ü. M.) – die beiden letzten wie das Dorf ebenfalls am Westufer des Baldeggersees – und Hinterzelg (1,1 km westlich; 654 m ü. M.) zur ehemaligen Gemeinde Retschwil. Das ehemalige Gemeindeareal umfasst einschliesslich Seeanteil 261 ha. Von den 255 ha Landfläche werden 67,5 % landwirtschaftlich genutzt; Wald und Gehölz bedecken 24,7 % der Gemeindefläche, und 7,8 % sind Siedlungsfläche. Im Gemeindegebiet gibt es mehrere Bäche, welche alle in West-Ost-Richtung fliessen und in den Baldeggersee münden. Durchs Dorf fliesst der Mülibach, durch Wolfetschwil der Burgbach.

## Nachbargemeinden
Retschwil grenzte an Hitzkirch und an Römerswil. Bis 1. Januar 2005 auch an Herlisberg, welches auf dieses Datum hin mit Römerswil fusionierte.

## Bevölkerung

### Bevölkerungsentwicklung
| Bevölkerungsentwicklung | Bevölkerungsentwicklung |
| Jahr                    | Einwohner               |
| ----------------------- | ----------------------- |
| 1850                    | 229                     |
| 1900                    | 145                     |
| 1930                    | 161                     |
| 1950                    | 162                     |
| 1960                    | 171                     |
| 1970                    | 157                     |
| 1980                    | 121                     |
| 1990                    | 166                     |
| 2000                    | 191                     |
| 2004                    | 181                     |

Von 1850 bis 1900 sank die Bevölkerung infolge Abwanderung massiv um 36,7 %. Danach stagnierte sie jahrzehntelang um einen Wert von 160 Bewohnern, um 1960 den Höchstwert des 20. Jahrhunderts zu erreichen. Binnen 20 Jahren sank sie auf ein Rekordtief (1960–1980: −29,2 %), um anschliessend in den nächsten zwei Jahrzehnten massiv anzuwachsen (1980–2000: +57,9 %). Momentan ist die Einwohnerzahl wieder rückläufig.

### Sprachen
Die Bevölkerung benutzt als Alltagssprache eine hochalemannische Mundart. Die letzte Volkszählung im Jahr 2000 brachte folgendes Resultat: 96,34 % sprachen Deutsch, 2,62 % Portugiesisch und 0,52 % Französisch als Hauptsprache/Alltagssprache.

### Religionen – Konfessionen
Traditionell waren früher alle Einwohner römisch-katholisch. Heute (Stand 2000) sind 84,29 % römisch-katholische und 10,47 % evangelisch-reformierte Christen. Eine kleine Minderheit von 1,57 % sind Konfessionslose.

### Herkunft und Nationalität
Ende 2006 waren von den 172 Ortsbewohnern 166 Schweizer und 6 (= 3,5 %) Ausländer. Die Volkszählung 2000 ergab 96,33 (einschliesslich Doppelbürger 97,38 %) Schweizer Staatsangehörige. Von den sieben Ausländern kamen fünf aus Portugal (= 2,62 %) und je eine (eingebürgerte) Person aus Italien und Sri Lanka.

## Politik
Wahlen, Volksabstimmungen und die Gemeindeversammlung bieten dem wahlberechtigten Bürger – welcher der Souverän ist – Gelegenheit, sich politisch zu äussern.

### Gemeinderat
Der Gemeinderat leitet im Auftrag der Bürger die Geschicke der Gemeinde. Er wird im Majorzverfahren gewählt und ist nebenamtlich tätig. Retschwil hat wegen seiner kleinen Einwohnerzahl bloss drei Gemeinderäte. Bei der letzten Wahl im Jahr 2004 gab es keine Kampfwahl. Bei einer Stimmbeteiligung von 64,22 % wurden gewählt:
- Romy Buck-Schneider (CVP), Gemeindepräsidentin
- Otto Lang (CVP), Gemeindeammann
- Franz Oehen (CVP)

### Wahlen zum Grossrat (Kantonsparlament)
Bei den letzten Grossratswahlen im Jahr 2003 errang die CVP mit 51,54 % Wähleranteil die Absolute Mehrheit. Dahinter folgten mit 23,22 % die SVP und mit 17,45 % die FDP. Die SP erhielt 6,85 % aller Stimmen.

## Verkehr
Retschwil ist nicht ans Netz des Öffentlichen Verkehrs angeschlossen. Die nächstgelegenen Bahnstationen von Hitzkirch und Hochdorf (beide an der Bahnlinie Luzern–Lenzburg) sind wenige Kilometer entfernt.
Die Gemeinde liegt an der Strasse Hochdorf–Retschwil–Ermensee. Die nächsten Autobahnanschlüsse sind Gisikon an der A14 in 14 km und Emmen-Nord an der A2 in 20 km Entfernung oder Sursee.

## Geschichte
In einer Besitzbestätigung aus dem Jahr 1173 von König Friedrich I. an den Chorherrenstift Beromünster wird ein Richartshoule erwähnt, mit welchem vermutlich Retschwil gemeint ist. Erste sichere Erwähnung ist eine Schenkungsurkunde der Brüder Albrecht IV. und Rudolf III. aus der Dynastie der Habsburger an den Chorherrenstift. Damals, im Jahr 1232, hiess der Ort Reschinwile. Retschwil blieb bis 1415 habsburgisch. In diesem Jahr eroberten die Berner und Luzerner den habsburgischen Besitz im Aargau, zu welchem die Gemeinde gehörte. 1425 wurde sie den Freien Ämtern zugeschlagen. Von 1798 bis 1803 gehörte sie zum Kanton Baden; seither zum Amt Hochdorf im Kanton Luzern.